# Team (Lorde)
Team is een nummer van de Nieuw-Zeelandse zangeres Lorde uit 2014. Het is de derde single van haar debuutalbum Pure Heroine.
Volgens Lorde is "Team" een "eerbetoon aan haar vrienden en haar thuisland". Met de regel "We live in cities you never see on-screen" bedoelt de zangeres dat er volgens haar niemand naar Nieuw-Zeeland toe komt, niemand iets over het land weet, en zij zelf in dat land "opgroeit en probeert om succesvol te worden". De regel "I'm kind of over gettin' told to throw my hands up in the air" doelt erop dat er volgens Lorde te vaak in popnummers gezongen dat je je handen omhoog moet doen; vermoedelijk verwijst ze met deze regel naar Dynamite van Taio Cruz.
Na Royals werd Team de tweede grote internationale hit voor Lorde. Het nummer bereikte de 3e positie in haar thuisland Nieuw-Zeeland. Ook in Nederland wist de plaat redelijk aan te slaan, met een 25e positie in de Nederlandse Top 40. In Vlaanderen kende het nummer iets minder succes met een 6e positie in de Tipparade.